# Baphomet (německá hudební skupina)
Baphomet (česky bafomet) byla německá thrash/death metalová kapela. Byla založena roku 1986 v Bietigheimu (spolková země Bádensko-Württembersko).
Debutové studiové album vyšlo v roce 1991 (sestava: zpěvák Thomas Hertler, kytarista Gernot Kerrer, baskytarista Hansi Bieber a bubeník Manuel Reichert) pod názvem No Answers. Thomas Hertler, mj. zakladatel hudebního vydavatelství Massacre Records, se v roce 1994 od kapely odpojil a v roce 1995 kapela zanikla.

## Diskografie
Dema
- No Answers (1989)
- Baphomet (1990)

Studiová alba
- No Answers (1991)
- Latest Jesus (1992)
- Trust (1994)